# Élisabeth Ferrand

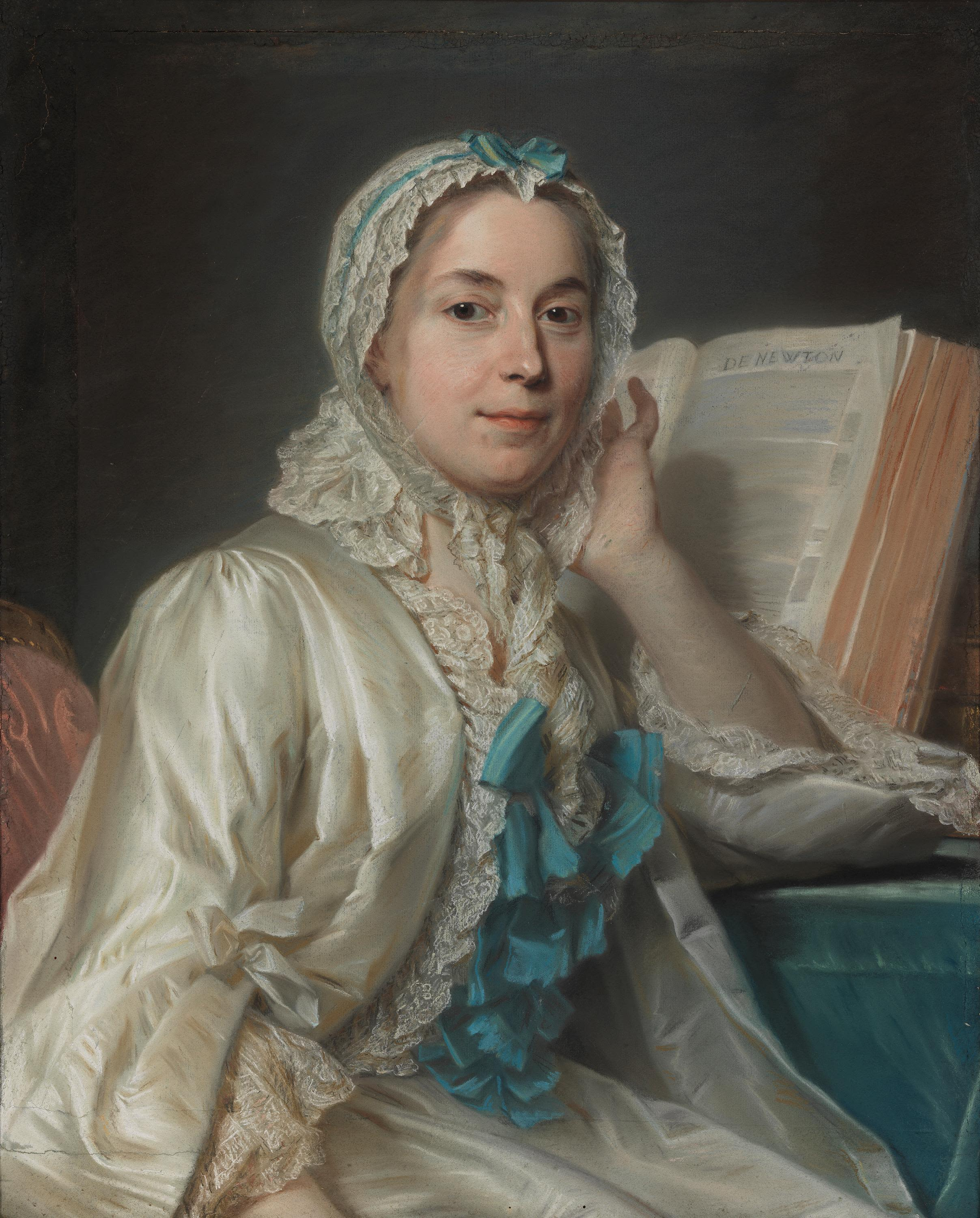
Mademoiselle Ferrand overpeinst Newton (Maurice Quentin de La Tour, ca. 1752)

Élisabeth Ferrand (Champagne, 1700 – Parijs, 3 september 1752) was een Frans filosoof, wiskundige, natuurkundige en salonnière. Ze droeg bij aan de verspreiding van het newtonianisme in Frankrijk, beïnvloedde Condillac en verborg enige tijd de Engelse troonpretendent Bonnie Prince Charlie in haar woning.

## Leven
Haar teruggetrokken leven is niet bijzonder goed gedocumenteerd. Vermoedelijk is ze gedoopt in La Chapelle-sur-Orbais, maar het register is niet bewaard. Haar vader was kapitein Paul Ferrand, heer van Les Bouleaux, en haar moeder Marguerite de Laistre, ook van adel. Ze genoot een moderne opleiding met – voor meisjes uitzonderlijk – aandacht voor wiskunde. Waarschijnlijk waren haar leermeesters Pierre Rémond de Montmort en Louis-Jean Lévesque de Pouilly. Montmort, die haar allicht liet delen in zijn belangstelling voor kansberekening en speltheorie, organiseerde in zijn huis een ontmoeting met Nicolaus II Bernoulli. 
In 1728 verkocht Ferrand de landgoederen die ze had geërfd en verhuisde ze naar Parijs. Ze was er een pionier in het verspreiden van het newtonianisme, dat toen nog verdacht was in kringen van Franse wetenschappers. In 1733 ontving ze een geleerd gezelschap met Johann en Daniel Bernoulli en voerde ze voor hen natuurkundige experimenten uit om de aantrekkingskracht te demonstreren. Op een niet nader bekend moment sloot Ferrand een levenslange vriendschap met de tien jaar jongere weduwe Louise Antoinette Gabrielle des Gentils du Bessay, gravin van Vassé (1710-1768). Het is niet zeker of hun intimiteit ook seksueel was. Vermoedelijk eind jaren 1730 woonde ze met Vassé in het klooster van de Dochters van Sint-Jozef in de Rue Saint-Dominique. Ze betrokken er elk een seculier appartement. 
In haar salon ontving Ferrand verlichte intellectuelen: Pouilly, Jaucourt, Clairaut, La Curne, Helvétius, Mably en Condillac. De wiskundige Gabriel Cramer uit Genève kon slechts sporadisch langskomen, maar ze correspondeerden en Ferrand lobbyde voor zijn opname in de Académie des Sciences. Rond 1749 gingen ook de staatslieden Turgot en Malesherbes occasioneel haar salon bijwonen. 
Haar sympathie voor het jakobitisme bracht Ferrand ertoe prins Karel Eduard Stuart bij haar te laten onderduiken. Nadat hij zwaar vermomd Avignon had verlaten in 1749, hield hij zich maandenlang schuil in haar appartement en dat van Vassé in de Rue Saint-Dominique. Ongeweten door zelfs haar dichte vrienden, verborg hij zich in een alkoof, vanwaaruit hij naar hun intellectuele conversaties luisterde. Uiteindelijk moest hij vertrekken omdat de ruzies met zijn minnares Maria Anna Louisa Jablonowska (1711-1773) te veel aandacht dreigden te wekken, maar in de drie volgende jaren kwam hij nog geregeld terug. Ferrand beschermde hem met gevaar voor eigen leven door inlichtingen te verstrekken en spionnen op het verkeerde spoor te zetten.
Op de jongere Condillac oefende Ferrand grote invloed uit. Frank als altijd bekritiseerde ze zijn epistemologische ideeën over de relatie tussen gezicht en gevoel. Hij vond haar overtuigend en bouwde rond haar metafoor van het standbeeld zijn Traité des sensations (1754). In dit werk, dat na haar dood verscheen, nam hij zestien bladzijden op om haar te eren en haar bijdrage te erkennen.
In de laatste jaren van haar leven was Ferrand chronisch ziek en had ze last van koortsaanvallen. Ze stierf als jonge vijftiger en werd op 5 september 1752 begraven in de Saint-Sulpice, de kerk waar een astronomische gnomon was geïnstalleerd. Ondanks haar atheïsme (volgens d'Alembert) werd de uitvaart niet gecontesteerd, ongetwijfeld omdat ze op dat vlak nooit militant naar buiten was getreden.

## Portret
Kort voor haar dood had Ferrand haar portret laten maken door de pastelschilder Maurice Quentin de La Tour, die tot haar kring behoorde. Ze poseerde in ochtendtoilet met Brusselse kant, peinzend weggkijkend van de Élements de la philosophie de Newton op het bureau. In 1752 was net een nieuwe uitgave verschenen van dit werk, waarin Voltaire de leer van Newton uiteenzette. Het schilderij was onder de achttien die La Tour presenteerde op de Parijse Salon van 1753. Hij hing het niet bij de vrouwelijke actrices en zangeressen, maar bij de geleerden als d'Alembert en Rousseau.

## Geschriften
Ferrand heeft geen werk gepubliceerd. Van haar hand zijn alleen enkele brieven, reisdagboeken en een testament bewaard.

## Voetnoten
1. ↑  Eigenlijk de Congregatie van de Zusters van Sint-Jozef uit Le Puy (Congregatio Sororum Sancti Joseph, C.S.J.)

- Bibliothèque nationale de France: cb18037330b (data)
- International Standard Name Identifier: 0000 0005 0830 0021
- Virtual International Authority File: 5937166838921236200000